# Safien
Safien (rätoromanska: Stussavgia) var en kommun i distriktet Surselva i den schweiziska kantonen Graubünden. Från och med 2013 ingår den i kommunen Safiental.
I kommunen fanns huvudorten Safien Platz och byarna Neukirch, Camanaboda, Camana, Bäch och Thalkirch.